# Wat Ta Yom
La Wat Ta Yom (thaï แคววัดตายม) est une rivière de Thaïlande affluent de la Nan (un des deux tributaires majeurs de la Chao Phraya).

## Géographie
La Wat Ta Yom est formée par la réunion de plusieurs petits cours d'eau issus des montagnes du district de Noen Maprang, dans la province de Phitsanulok, où elle est connue sous le nom de Chomphu (thaï คลองชมภู). Elle traverse ensuite le district de Wang Thong, où elle est connue sous le nom de Tha Muen Ram (thaï แควน้ำท่าหมื่นราม), puis le district de Bang Krathum, et celui de Wat Ta Yom où elle prend son nom définitif, avant de se jeter dans la Nan à Phichit par le canal de Tha Luang (thaï คลองท่าหลวง) (16° 26′ 27″ N, 100° 21′ 21″ E).

## Étymologies
- Chomphu : chom (thaï ชม) signifie louange ou admiration, phu (thaï ภู) signifie montagne, d'où Rivière de la montagne glorieuse.
- Tha Muen Ram : tha (thaï ท่า) signifie jetée, port ou quai, muen (thaï หมื่น) signifie 10 000, ram (thaï ราม) vient du mot aram (thaï อาราม, emprunté au Pâli) signifiant temple ou monastère, d'où Rivière aux quais de 10 000 temples.
- Wat Ta Yom : wat (thaï วัด) signifie temple, ta (thaï ตา) signifie œil, yom (thaï ยม) signifie pleur, d'où Rivière du temple des larmes.
- Canal de Tha Luang : tha (thaï ท่า) signifie jetée, port ou quai, luang (thaï หลวง) signifie suprême, d'où Canal de la Jetée Suprême.

Tous ces noms sont ceux de lieux traversés par la rivière ou auxquels elle conduit. La  rivière elle-même ne semble pas avoir de nom géographique traditionnel.